# Campeonato nacional de Estados Unidos 1939
Lista de los campeones del Campeonato nacional de Estados Unidos de 1939:

## Senior

### Individuales masculinos
Bobby Riggs vence a  Welby van Horn, 6–4, 6–2, 6–4

### Individuales femeninos
Alice Marble vence a  Helen Jacobs, 6–0, 8–10, 6–4

### Dobles masculinos
Adrian Quist /  John Bromwich vencen a  Jack Crawford /  Harry Hopman, 8–6, 6–1, 6–4

### Dobles femeninos
Sarah Palfrey Cooke /  Alice Marble vencen a  Kay Stammers /  Freda Hammersley, 7–5, 8–6

### Dobles mixto
Alice Marble /  Harry Hopman vencen a  Sarah Palfrey Cooke /  Elwood Cooke, 9–7, 6–1
| Predecesor: 1938                         | Campeonato nacional de Estados Unidos 1939 | Sucesor: 1940                         |
| Predecesor: Campeonato de Wimbledon 1939 | Grand Slam 1939                            | Sucesor: Campeonato de Australia 1940 |

- Datos: Q2410814